# قدور نعيمي
قدور نعيمي ؛ من مواليد 4 نوفمبر 1945، سيدي بلعباس، الجزائر) هو منتج أفلام وكاتب مسرحي وصانع أفلام وكاتب.

## سيرة شخصية
النعيمي هو ابن لأب صانع أحذية وأم ربة منزل. تخرج من دورة ثانوية مزدوجة باللغتين الفرنسية والعربية. بعد التخرج، إلتحق بجامعة وهران من عام 1965 إلى عام 1966، حيث حصل على شهادتين في الدراسات الأدبية العامة باللغتين الفرنسية والعربية. من عام 1966 إلى عام 1968، التحق النعيمي بالمدرسة العليا للتمثيل المسرحي في ستراسبورغ والتي كانت تحت إدارة هوبير جينيو وبيير لوفيفر، حيث درس التمثيل. عاد النعيمي إلى الجزائر، وأصبح معروفًا في مجال المسرح.
في نهاية عام 1973 هاجر نعيمي إلى بلجيكا. من عام 1974 إلى 1979، درس وحصل على شهادة في علم الاجتماع من جامعة لوفان الكاثوليكية، ثم من 1979 إلى 1982 بدأ الدكتوراه في علم اجتماع الثورات.
كان مهتمًا بالسينما وهاجر إلى إيطاليا عام 1982 حيث حصل على الجنسية، وشارك في الأفلام والمسرح والأدب.
منذ أكتوبر 2013، تعاون بانتظام في الصحف وساهم في مراجعة المقالات الاجتماعية، بما في ذلك صحيفة Le Matin d'Algérie الناطقة بالفرنسية.
في سبتمبر 2018، أنشأ Editions Electrons Libres، التي تقدم نصوصًا مجانية وكتبًا صوتية في شكل إلكتروني باللغات الفرنسية والإيطالية والجزائرية العربية. 

## مسرح

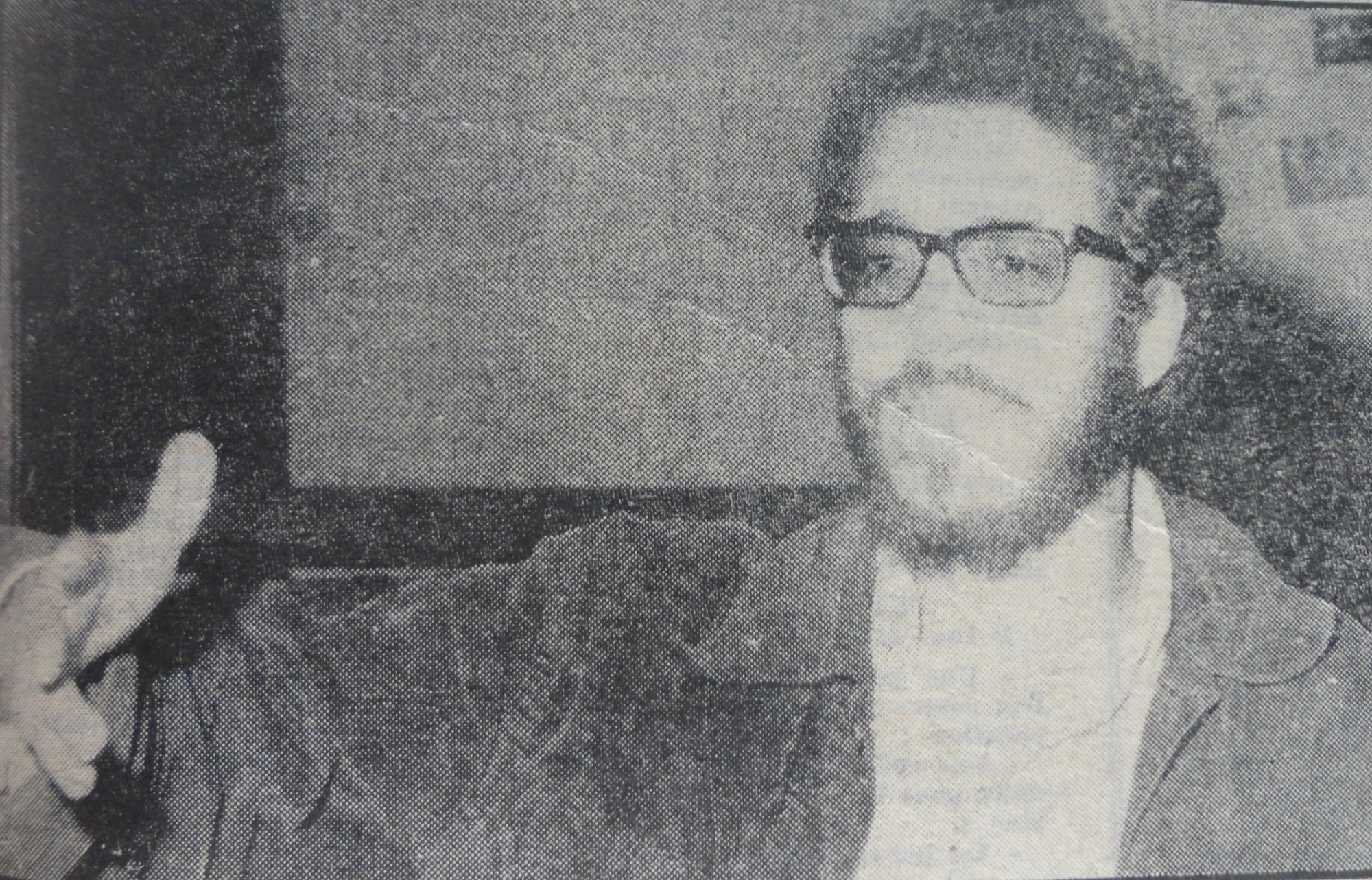
النعيمي عام 1968

في أغسطس 1968 أنشأ نعيمي وأخرج théâtrales expérimentales (مسرح البحر: فرقة مسرحية للأبحاث والإنتاج المسرحي التجريبي) في وهران Compagnie de recherches et de réalisations،  التي كان عملها مبتكرًا في سياق الثقافة الجزائرية،  تعزيز الإنتاج المستقل والحرية الأخلاقية والسياسية،  الإدارة الذاتية، الإبداع الجماعي،  البحث  والتجريب،  المسرح الشعبي،  وعروض الأداء في أماكن غير تقليدية (أماكن العمل والدراسة، أو الساحات المجاورة).

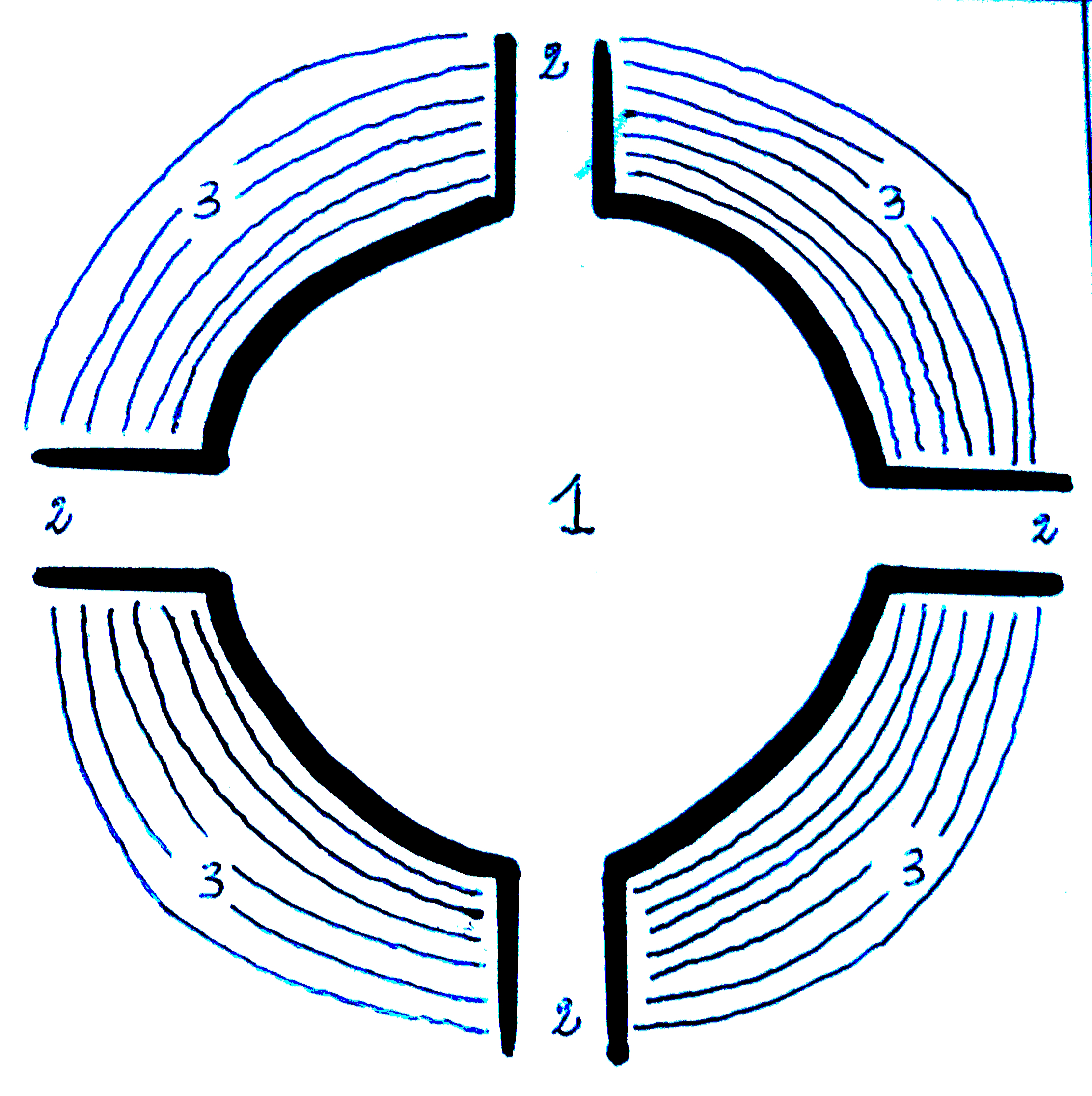
حلقة مسرحية

كان تصميم المسرح الذي وضعه نعيمي يستوحي من طقس الحلقة الجزائري التقليدي،  مع مساحة تمثيل مركزية في الوسط (1 في الرسم)، ممرات دخول وخروج الممثلين (2)، وبقية المساحة المحيطة المخصصة للمشاهدين (3). تم تقديم الأعمال في المناطق الريفية للمزارعين الذين لم يشاهدوا هذا النوع من العروض من قبل،  ودعوة الجمهور إلى حضور التدريبات والملاحظات الصوتية، والتفاعل أثناء الأداء، ليكونوا جزءًا لا يتجزأ من العمل 

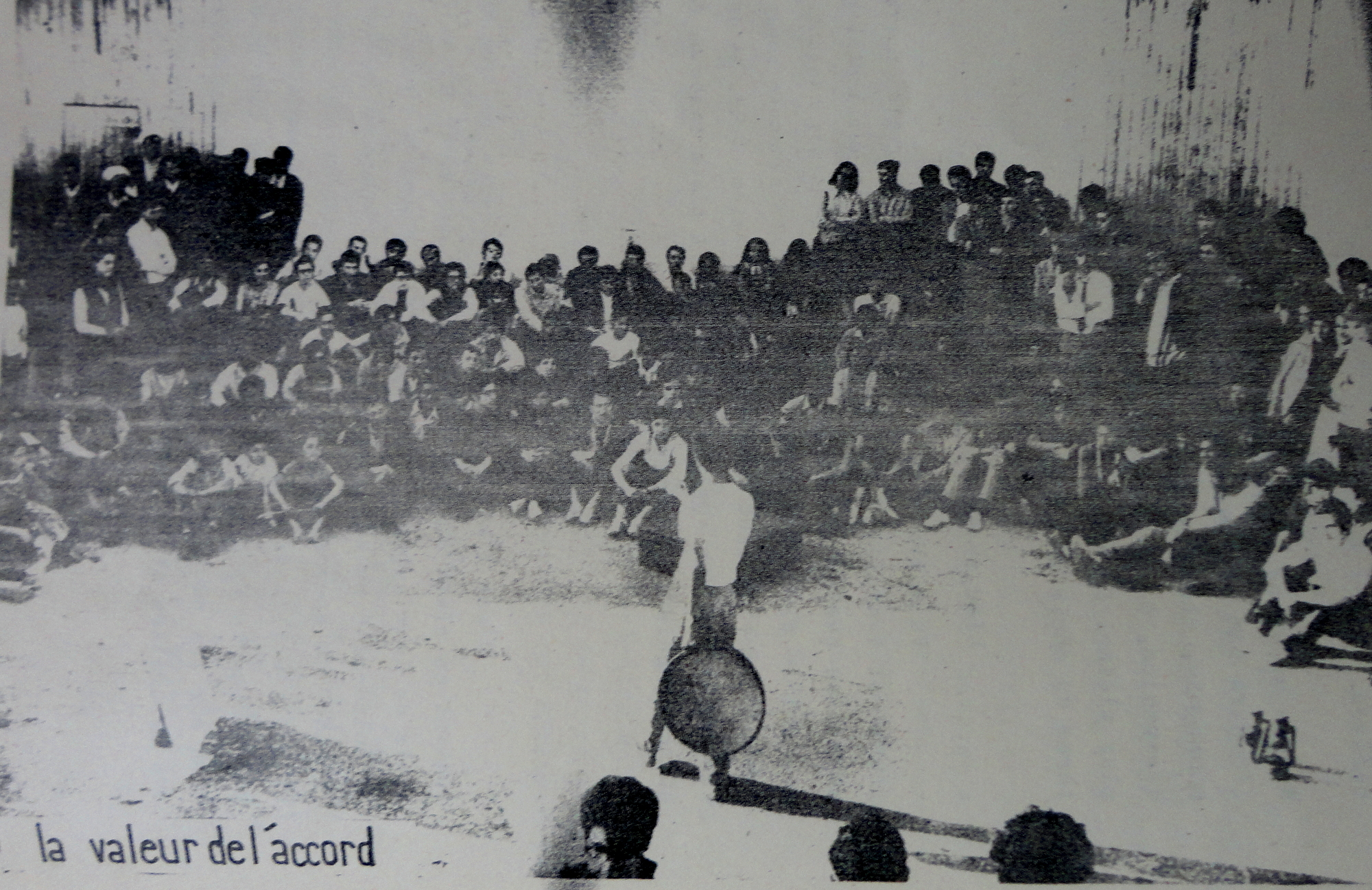
أداء دائري لـ La Valeur de l'Accord في مزرعة، للمزارعين والطلاب، ١٩٦٩. النعيمي، في الوسط، يقدم العرض.

تميز نعيمي بالكتابة المسرحية على شكل سيناريو وبأداء سينمائي.
ركزت الصحافة على أصالة الابتكارات والتأثير الناتج على الجمهور لأعمال مثل Mon corps (جسدي) و ta voix et sa pensée (صوتك وفكره)،  La Valeur de l'Accord (قيمة الاتفاق)،  La Fourmi et l'Éléphant (النملة والفيل)،  La Tendresse، les enfants ! (الرقة يا أطفال!). عبر الصحافي عبد الرحمن كاكي والعديد من الكتاب عن تقديرهم لأعمل نعيمي. في عام 1973، حصدت مسرحية Et à l'aurore où est l'espoir ؟ (وفي الفجر أين الأمل؟) جائزة البحث في مهرجان الحمامات الدولي (تونس). في عام 2012، اعترفت وزارة الثقافة الجزائرية رسميًا بإنتاجه مسرح البحر.
كان لبعض ابتكارات النعيمي المسرحية تأثير واسع النطاق. هناك أوجه شبه بين مسرح النعيمي وتلك التي أنتجها رجلان من المسرح الجزائري - كاتب ياسين   وعبد القادر علولة، من حيث الإبداع الجماعي  المساحة المسرحية الدائرية  التجريب،  تنوع الجماهير وأماكن العروض التقديمية،  مشاركة الجمهور،  الديكور والاقتراح،  الجسد والصوت والعقل،  الإدارة الذاتية، البحث، التدريب،  وأهمية المسرحيين بيرتولت بريخت وإروين بيسكاتور.
أعمال أخرى:
- الجزائر (تلمسان): Le Cireur (ماسح الأحذية، 1965) - كتابة وإخراج وتفسير.
- الجزائر (بجاية) - إنتاج المهرجان الدولي لمسرح بجاية: الحنان يا ولاد ! - كتابة وتصميم الرقصات والإخراج.
- الجزائر (وهران والجزائر) - أعمال منتجة ومكتوبة بشكل جماعي في مسرح البحر، أسسها وأخرجها النعيمي: Mon corps، ta voix et sa pensée (جسدي، صوتك وفكره، نهاية عام 1968)، La Valeur de l'Accord (قيمة الاتفاق، 1969) Forma - Révolu (شكل - دار، 1970)، La Fourmi et l'Éléphant (النملة والفيل، 1971) Mohamed, prends ta valise (محمد، خذ حقيبتك، 1972)، مكتوب بشكل جماعي تحت إشراف كاتب ياسين. بسبب الخلافات مع هذا المؤلف، استقال النعيمي من الشركة.[34]
- تونس (الحمامات): Et à l'aurore، où est l'espoir ؟ (وعند الفجر أين الأمل؟، 1973) الإنتاج والإخراج والتفسير.
- فرنسا (ستراسبورغ): تأسيس فرقة مسرح تيير - موند (مجموعة مسرح العالم الثالث، 1967) المؤلفة من طلاب؛ Chant funèbre pour l'ennemi du genre humain (أغنية جنائزية لعدو البشرية، 1968) - الإنتاج والكتابة والإخراج والتفسير؛ L'importance d'être d'accord (أهمية الاتفاق، 1968)، بقلم ب. بريخت - إخراج وتوجيه وتفسير.
- بلجيكا (بروكسل): Palestine (فلسطين 1974) إنتاج وكتابة وإخراج وتأويل.
- إيطاليا: I Canti di Maldoror (أغاني مالدورور، 1984) - تفسر كتاب Lautréamont والإنتاج وتصميم الرقصات والإخراج؛ Parto senza bagagli (أذهب بدون أمتعة، 1995)، بقلم F. Bagagli e M. Mirojrie ؛ [35] Anno Zero (العام صفر، 1996) - إنتاج وكتابة وإخراج.

## ألأفلام
نشأ النعيمي في سنة 1968 في روما، شركة الإنتاج والتوزيع Maldoror Film، وأدارها حتى إغلاقها في سبتمبر 2009. أنتجت الشركة الأفلام والأفلام الوثائقية للمخرج باستثناء فيلمه القصير الأول عام 1981. شارك في الإنتاج والكتابة والتصوير والإضاءة والتحرير والإخراج وصنع الملصقات المسرحية. كان لديه متعاونون أو منتجون مشاركون بشكل استثنائي فقط.
تشمل الأفلام:
- Marco detto Barabba (مارك يسمى باراباس) (1981)
- Arancia blu (أزرق برتقالي) (وثائقي، 1985)
- Anima nera (الروح السوداء)، وثائقي (1986)
- Festa a Villa Gordiani (العيد في فيلا جوردياني)، وثائقي (1989)
- Anno Zero (العام صفر)، وثائقي (1990)
- Ieri, Oggi, Domani (أمس، اليوم، غدًا)، وثائقي (1992)
- Maldoror، فلم روائي، مستوحى من عمل Les Chants de Maldoror للكاتب Lautréamont (1997)
- Dove il Sogno diventà Realtà (حيث يصبح الحلم حقيقة)، وثائقي (1999)
- Piazza del Mondo (ساحة العالم)، وثائقي (2003)
- Jesce Sole : Frammenti di vite frammentate (أشرقي ية شمس: شظايا من حياة مجزأة)، فلم روائي (2006)
- ؛ La réalisation de Alhanana، ya ouled ! (إخراج الرقة، يا أولاد!)، وثائقي (2012)
- 莺歌燕舞 ؛ فيلم وثائقي
- (Yīng gē yàn wǔ - الأوريول يغني، والسنونو يرقص)، تم تقديمه في سبتمبر 2014 في مهرجان بورتوبيللو السينمائي في لندن.

تم إنتاج هذه الأعمال  بدعم مالي خاص فقط بدون دعم مالي مؤسساتي؛ وبحد أدنى من الطاقم. تم تصوير الأفلام رقميًا، باستثناء الفيلم القصير الأول، ماركو ديتو بارابا (ماركو المسمى باراباس)، تم تصويره على فيلم ملون مقاس 16 ملم. تم تقديم الأفلام بشكل رئيسي خارج منظومة المسرح التجاري.

## أعمال اخر

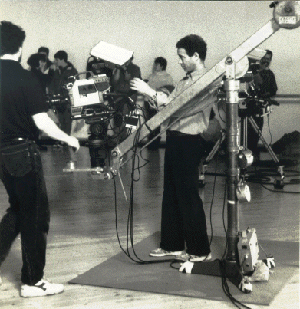
قدور نعيمي عام 1995

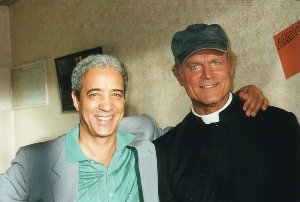
نعيمي وتيرينس هيل أثناء التصوير.

أسس نعيمي في روما عام 1986 مدرسة مالدور للأفلام. كان مديرها ودرّس فيها حتى إغلاقها عام 2009. في عام 2006، أنشأ وأدار في روما مهرجان السينما الحرة الدولي والذي كان يقام سنويًا من عام 2006 إلى عام 2008. من يناير إلى يونيو 1995، قدم وأخرج بثًا تلفزيونيًا أسبوعيًا على Tele-Lazio، بعنوان Cittadini del Mondo (مواطنو العالم). قدم البرنامج فنانين ومثقفين إيطاليين من دول أخرى، مع مراعاة البعد الدولي وتضامن عملهم مع الجمهور.
مثل النعيمي في عدة أعمال.
في المسرح:
- بلال (الدور الرئيسي، 1964)
- Le cireur (ماسح الأحذية، الدور الرئيسي، 1965)
- Mon corps، ta voix et sa pensée (جسدي، صوتك وفكره، الدور الرئيسي، 1968)
- La Valeur de l'accord (قيمة الاتفاق، الدور الرئيسي، 1969).

على التلفزيون:
- دون ماتيو، حلقة "Donne e buoi dai paesi tuoi" («نساء وثيران من بلادك»، إخراج أندريا بارزيني، الدور الأساسي بالمشاركة مع تيرينس هيل، 2001)
- Butta la luna (ارم القمر، بقلم فيتوريو سيندوني، شخصية ثانوية، 2006)
- الكابتن ٢ (Captain 2، فيتوريو سيندوني، شخصية ثانوية، 2007).

السينما:
- La Poussette (العربة، لعزيز بن محجوب، الدور الأساسي، 1974)
- Senza Parole (بدون كلمات، أنتونيلو دي ليو، شخصية الثانوية، 1995، فيلم رشح لأفضل فيلم قصير في حفل توزيع جوائز الأوسكار التاسع والستين في لوس أنجلوس).

مذياع: Le retour au désert (العودة إلى الصحراء، بقلم برنارد ماري كولتس، وإخراج إيليو دي كابيتاني، 2004).

## الأدب
بالفرنسية
علم الاجتماع:

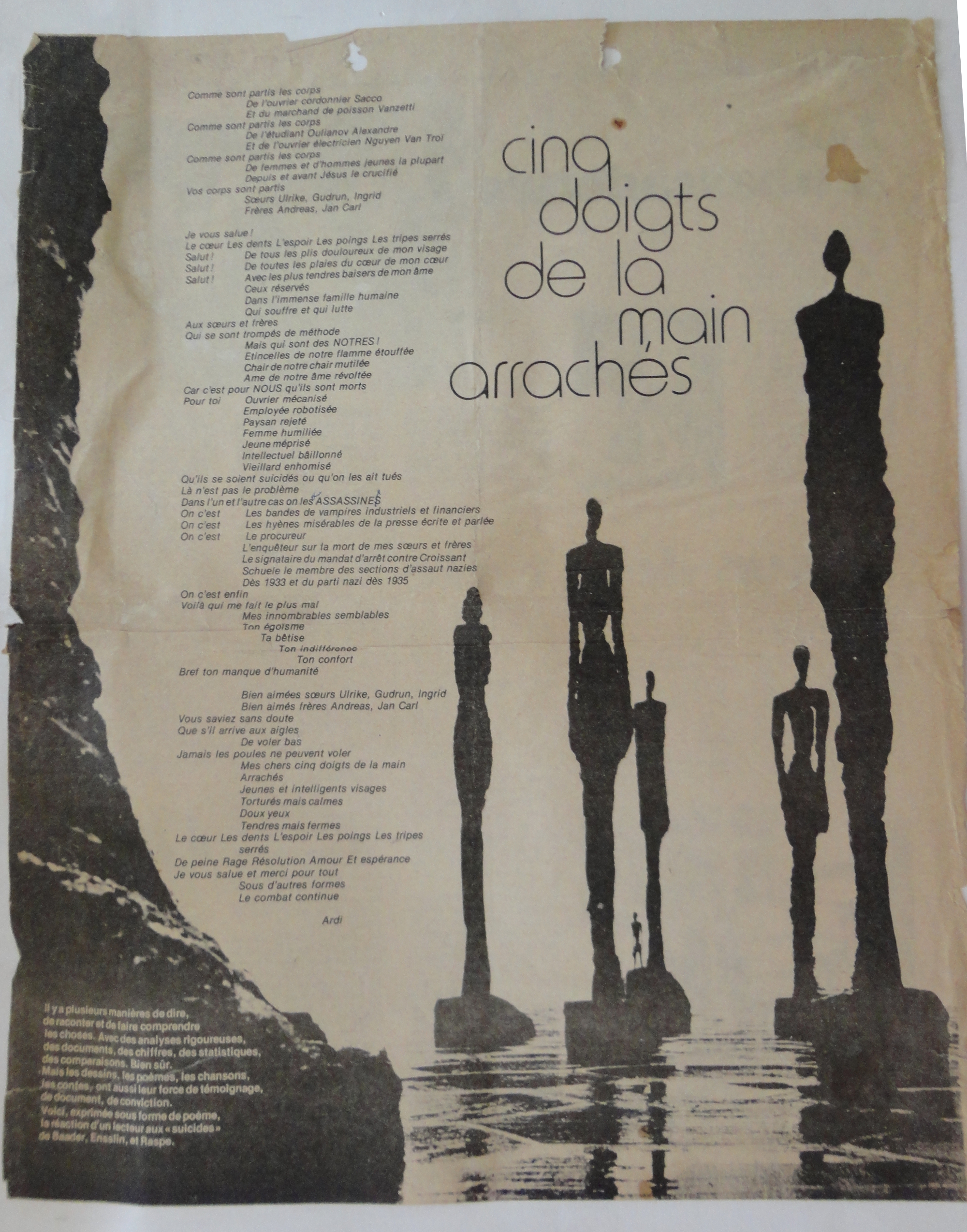
القصيدة الأولى لقدور نعيمي، Cinq doigts de la main arrachés، نُشرت في المجلة الأسبوعية POUR la révolution، بروكسل (بلجيكا)

- La Guerre, Pourquoi ? La Paix, Comment ? Éléments de discussion pour gens de bonne volonté (الحرب لماذا؟ السلام كيف؟ مواضيع للمناقشة من قبل رجال حسني النية (2016)، باللغة الفرنسية.[40]
- Un mai libre et Solidaire : La traversée de 68 par un jeune algérien (A Free and Solidary May : عبور 68 شاب جزائري)، أتيليه كرياتيون ليبرتاير، فرنسا، 2018.

رواية:
- Chants de papillons blancs (أغاني الفراشات البيضاء)، Editions Electrons Libres، 2018،(ردمك 979-10-97177-07-2).

رواية قصيرة:
- Lettre de Rome d'un EC (رسالة من روما من المفوضية الأوروبية)، الجائزة الخامسة في مسابقة Les dernières nouvelles de Rome (آخر الأخبار من روما)، التي تنظمها Librairie française La Procure في روما (إيطاليا) و Palombi Editori. نُشر في الكتاب الصادر عن المسابقة، الطبعة Librairie française، La Procure و Palombi Editori، 2005. روما، إيطاليا،(ردمك 88-7621-216-7).

شعر:
- Cinq doigts de la main arrachés (خمسة أصابع ممزقة من اليد)، قصيدة منشورة لأول مرة، في Pour la révolution (للثورة)، أسبوعية، بروكسل، بلجيكا، 7-13 ديسمبر 1977.
- Mots d'Amour (كلمات الحب)، النسخة الفرنسية للنص الإيطالي، Edition Lire et méditer، coll. L'Osmose، Agen (فرنسا)، 2011،(ردمك 978-2-9522708-5-4).

باللغة الإيطالية
رواية قصيرة:
- Lettera da Roma di un EC، (رسالة من روما بواسطة EC)، النسخة الإيطالية للرواية الفرنسية القصيرة. من بين القصص العشر الأكثر تصويتًا في المسابقة أنا وروما، التي نظمتها بلدية روما، والتي نشرتها هذه المؤسسة، 2006.

الشعر والقصائد الفردية

- "Amore fantascienza" («حب الخيال العلمي»)، في كتاب Quartieri di luna (أحياء القمر، روما، 1998.
- "Come un treno" ("Like a Train")، تم اختيارها في جائزة الشعر الدولية والسرد، 1999، ونشرت في كتاب Le cinque terre: Antologia letteraria (Le Cinque Terre: Literary anthology)، 1999.
- «الخروج»، تمت مراجعته في Produzione e Cultura (الإنتاج والثقافة)، يوليو - ديسمبر، Arlem Editore، روما، 2000.

كتب
- الإفراج المشروط دي أموري (كلمات الحب)، مع مقدمة كتبها داسيا مارايني، Edizione ديل Giano، روما، 2007،(ردمك 88-70-74165-6).

## فهرس
أهم الكتب التي تحلل الأعمال المسرحية للنعيمي:
- تمارا ألكساندروفنا بوتيسينيغا، إيسي تبدأ أفريقيا (هنا تبدأ إفريقيا)، باللغة الروسية، موسكو، 1973.
- علي الراعي " االمسرح في الوطن العربي (المسرح في الوطن العربي)، باللغة العربية، إصدار المجلس الوطني للثقافة والفنون والآداب، الكويت، يناير 1979.
- تمارا الكسندروفنا بوتيسينيغا، ألف وسنة من المسرح العربي باللغة الروسية ترجمه إلى العربية توفيق المؤدين، دار الفارابي، بيروت، لبنان. الطبعة الأولى 1981 الطبعة الثانية 1990.
- Fawaz Alsajir، " ستانسلافسكي والمسرح العربي (ستانيسلافسكي والمسرح العربي)، باللغة العربية ترجمه عن الروسي فؤاد المرحي، إصدارات وزارة الثقافة، دمشق، سوريا، 1993.
- محمد كالي، المسرح الجزائري، un malentendu (المسرح الجزائري، سوء فهم)، باللغة الفرنسية ـ طبعة وزارة الثقافة ـ الجزائر ـ الجزائر ـ 2002.
- خالد أمين، مارفن كارلسون، مسارح المغرب والجزائر وتونس. تقاليد الأداء في المغرب العربي، لندن، بالجريف ماكميلان، 2012،(ردمك 978-0230278745)، ص. 151، 153-4.
- محمد كالي، 100 ans de théâtre algérien (مائة عام من المسرح الجزائري)، باللغة الفرنسية، نشرة أخبار سقراط، الجزائر العاصمة، 2013.
- Sasaa Khaled، " تجربة قدور النعيمي أنموذجا (التجربة النموذجية لقدور النعيمي)، باللغة العربية، جامعة وهران السنية، الجزائر (رسالة ماجستير في الفنون المسرحية)، العام الدراسي 2013-2014.

## روابط خارجية
</img>
- الموقع الرسمي
- قدور نعيمي في قاعدة بيانات الأفلام على الإنترنت
- Lettre de Rome d'un EC (رسالة من روما من قبل المفوضية الأوروبية)، باللغة الفرنسية